# هامایوشی ماسانوری
هامایوشی ماسانوری (انگلیسی: Hamayoshi Masanori؛ زادهٔ ۵ ژوئیهٔ ۱۹۷۱) بازیکن فوتبال اهل ژاپن است.